# District d'Ambert
Pour les articles homonymes, voir Ambert (homonymie).
Le district d'Ambert est une ancienne division territoriale française du département du Puy-de-Dôme de 1790 à 1795.
Il était composé des cantons de Ambert, Arlanc, Cunlhac, Marsac, Olliergues, Pont sur Ance, Roche Savine, Saint Germain et Viverols.